# Kultplätze und Tempel auf Gozo

Reste der Trilithen auf der Achse der Ġgantija

Die sechs Kultplätze und Tempel auf Gozo liegen auf den zwischen 90 und 150 m hohen Höhenrücken im Mittelteil der zum Archipel von Malta gehörenden Insel. Der Tempel von Ġgantija gehört seit 1980 zum Welterbe der UNESCO und ist Teil der Megalithischen Tempel von Malta.

## Phasen der maltesischen Kultur
- Żebbuġ-Phase, 4100 – 3800 v. Chr.
- Mġarr-Phase, 3800 – 3600 v. Chr.
- Ġgantija-Phase, 3600 – 3300 v. Chr.
- Tarxien-Phase, 3300 – 2500 v. Chr.
- Friedhof von Tarxien, 2500 – 1500 v. Chr.

## Kultplätze und Tempel

### Ġgantija
36° 2′ 49,83″ N, 14° 16′ 8,3″ O

Apsis mit Resten der Altäre

Zwei benachbarte Tempel mit jeweils fünfteiliger Komposition mit gemeinsamer Fassade und Ummantelung. Reste von Altären sind in einigen der Apsiden noch erhalten. Die Tempel wurden während des gesamten Chalkolitikums von der Żebbuġ- (ca. 3.800 v. Chr.) bis zur Tarxien-Phase (2.500 v. Chr.) genutzt. Sie wurden bereits in den 1820er Jahren als erste maltesische prähistorische Monumente ausgegraben.

### Borġ Għarib
36° 1′ 50″ N, 14° 17′ 3,4″ O
Zwei Tempel mit ungeklärten Grundrissen in zwei eng benachbarten Megalithkomplexen. Da keine Grabungen erfolgten, ist die Nutzungsphase des Platzes offen. Die topographische Lage und Beschaffenheit der Megalithen deuten aber eine Nutzung während der Phase der Tempelkultur an. Im Hinblick auf eine regionale Bedeutung ist hier auch ein sehr früher Kultplatz zu vermuten. Bei Għajnsielem befindet sich eine östliche und eine westliche Fundstelle auf dem schmalen Geländerücken in ca. 91 m Höhe. Die Anhöhe besteht aus Korallenkalk und ist mit fruchtbarem Terra-rossa-Böden überzogen. Am Nordwestrand beginnt für den Tempelbau leicht erreichbares Globigerinida-Gestein. Der nicht untersuchte Fundplatz erhält neuerdings Bedeutung durch die ca. 500 m entfernt bei Għajnsielem gemachten Siedlungsfunde.
- Westliche Fundstelle: Auf dem Geländerücken zahlreiche hochkant stehende Megalithen in der Nähe eines Bauernhofes; evtl. Steine des Tempels.
- Östliche Fundstelle: Megalithische Steine, die an einer Stelle eine heute teilweise in Feldmauern integrierte Ecke bilden.

### Borġ l-Imramma
36° 1′ 10,7″ N, 14° 15′ 26,5″ O

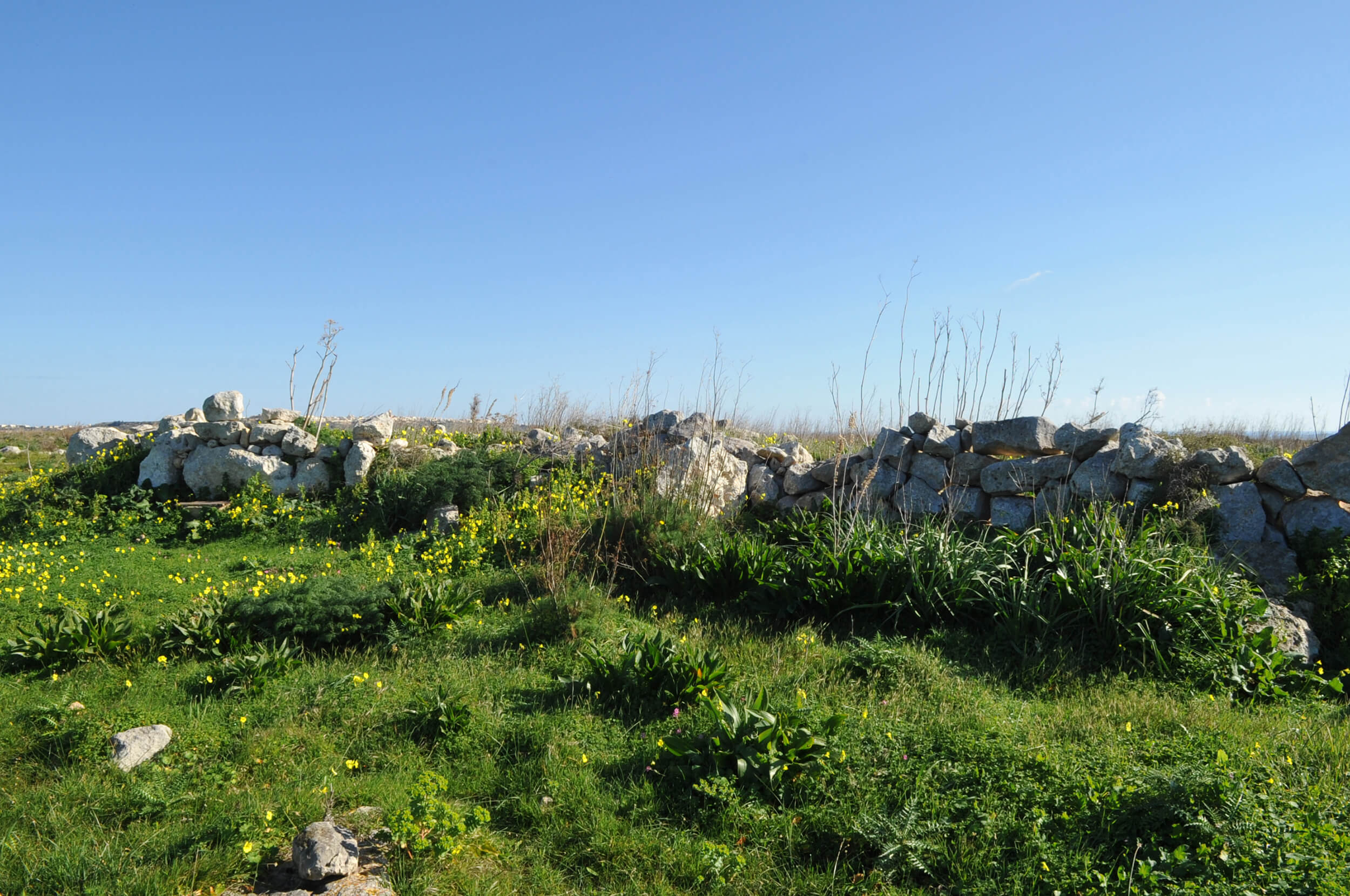
Borġ l-Imramma

Ein Tempel mit Kleeblatt-Komposition. Ein tiefer Kopfbereich in einer größeren Megalithanlage. Die topographische Lage, Beschaffenheit und Anordnung der Steine in Art eines Tempels mit drei Raumbuchten deuten auch ohne Grabung auf eine Nutzung während der Tempelkultur. Die Beschreibung der 1913 von Ashby gemachten Oberflächenfunde spricht ebenfalls dafür. In etwa 122 m Höhe auf dem flachen Ostausläufer von Ta’ Ċenċ liegt der Kultplatz am Übergang von Ta’ Ċenċ zum Wied (Trockental) Mġarr ix-Xini inmitten eines großen Gebietes mit Terra-rossa-Böden. Das Plateau besteht aus Globigerinenkalk; am Hang talwärts steht ab ca. 250 m Entfernung (Unterer) Korallenkalk an. Die Reste einer Ummantelung sind dokumentiert und vor Ort teilweise anhand von Platten und vorspringenden Blöcken nachvollziehbar. Während die Innenbaureste schwer identifizierbar ist. Sie scheinen jedoch mit einer dreiteiligen Komposition vereinbar zu sein.

### Santa Verna
36° 2′ 45″ N, 14° 15′ 28″ O

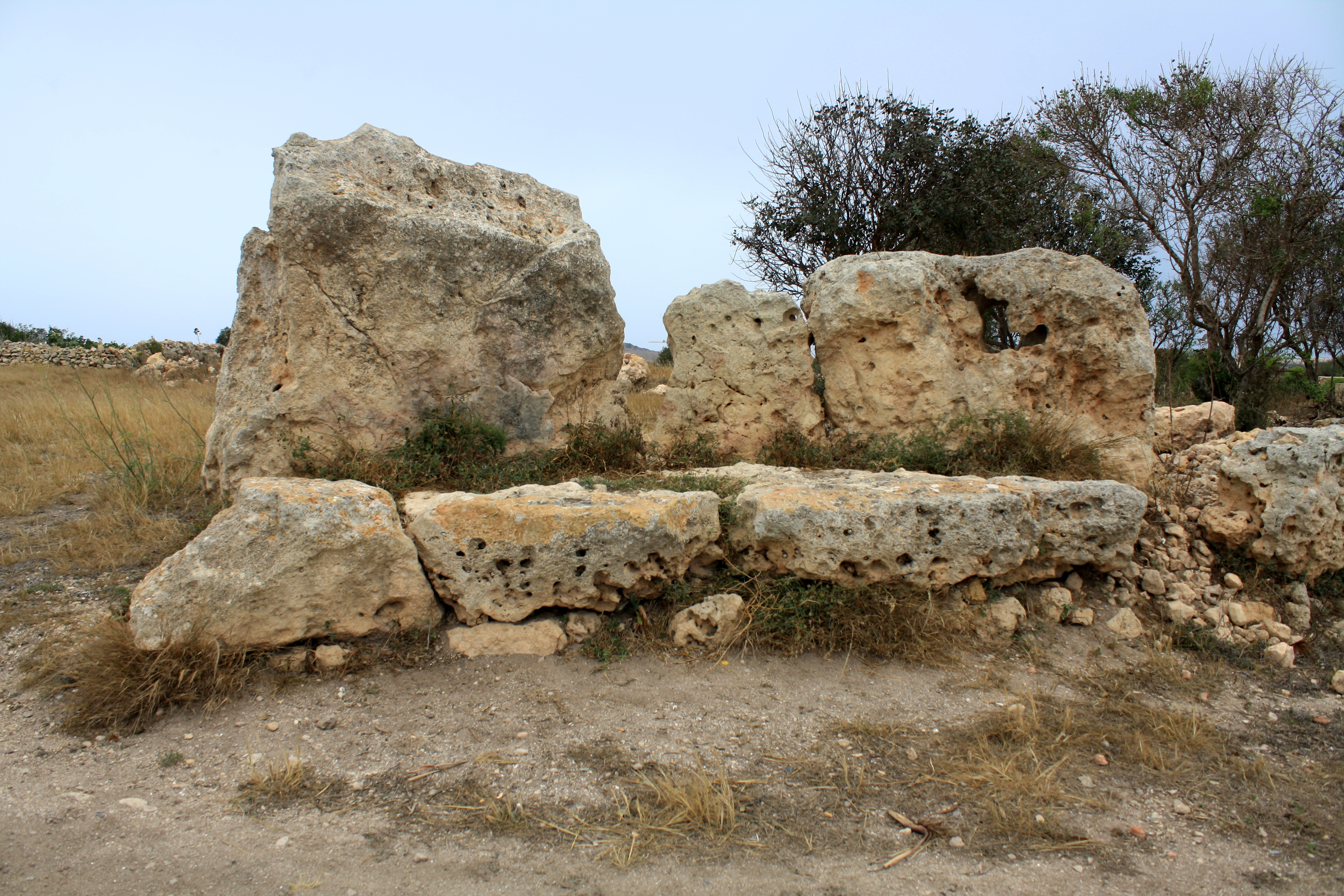
Santa Verna

Die Grabungen erbrachten Megalithreste eines Tempels mit fünflappigem Grundriss. Die Nutzung des Kultplatzes erfolgte ab der Għar-Dalam-Phase. Auch alle Phasen der Tempelkultur sind bezeugt. Gefunden wurden zahlreiche Keramikfragmente aus der Ġgantija-Phase, hauptsächlich jedoch Ware der abschließenden Tarxien-Phase. Die Megalithanlage befindet sich im fruchtbaren Westteil des Xagħra-Plateaus und gilt als einer der ältesten Kultplätze Gozos.

### Ta’ Marżiena
36° 2′ 0,3″ N, 14° 14′ 23,4″ O
Tempel mit ungeklärtem Grundriss. Da keine Grabungen erfolgten, ist die Nutzung des Platzes bisher nur durch Oberflächenfunde aus den Ġgantija- und Tarxien-Phasen belegt. Eine frühere Nutzung ist aber nicht auszuschließen, da es sich hier um den westlichsten Kultplatz Gozos, auf einer Anhöhe von knapp 100 m zwischen Victoria und Munxar gelegen, handelt. Einziger bekannter Kultplatz der Tempelkultur im Westteil von Gozo auf einer der niederen Korallenkalkflächen. Einzugsbereich war das fruchtbare Plateau von Victoria (Terra-rossa-Böden).

### Xewkija
36° 1′ 34,9″ N, 14° 16′ 18″ O
Die Grabungspläne und reiche Keramikfunde sind verschollen. Der Tempel mit ungeklärtem Grundriss wurde ab der Għar-Dalam-Phase genutzt und erstreckte sich höchstwahrscheinlich über die gesamte Tempelphase. Xewkija liegt in der Niederung südlich des Xagħra Plateaus am Rande einer flachen Kuppe von 106 m Höhe. Der Tempel gehört zu den ältesten Kultstätten im Zentrum der Insel; die fruchtbaren Terra-rossa-Böden sind hier rundum von Trockenrendzina eingeschlossen. Als Baumaterial stand Globigerinenkalk zur Verfügung; ein schmaler Strang dieses Korallenkalks streift in 100 m Entfernung den Kultplatz.
Im Bereich des Kultbezirks liegt die sehenswerte Pfarrkirche von Xewkija mit einer der größten Kuppeln weltweit.